# سیارک ۵۶۱۹
سیارک ۵۶۱۹ (به انگلیسی: 5619 Shair، نامگذاری:1990HC1) پنج هزار و ششصد و نوزدهمین سیارک کشف شده‌است که در ۲۶ آوریل ۱۹۹۰ کشف شد.
قدر مطلق سیارک برابر ۱۲٫۲۰ است.